# 大泉沟水库
大泉沟水库，位于中华人民共和国新疆维吾尔自治区沙湾市东部，实际由石河子市管辖，周边隶属于石河子市北泉镇，南距石河子市区13千米。大泉沟水库是利用玛纳斯河左岸的洼地沼泽改造而成的中型平原水库，于1955年建成。总库容4000万立方米，正常蓄水位水面面积约11平方千米，最大水深约6米。大坝为均质土坝，坝长6600米，最大坝高为14.65米。水库水面宽阔，风景优美，石河子市在此建有北湖公园，属于中国国家水利风景区。